# Norrporten Arena
Norrporten Arena – stadion piłkarski położony w Sundsvall, w Szwecji. 

## Charakterystyka
Pojemność stadionu wynosi 8500 widzów (w tym 500 miejsc stojących). Swoje spotkania rozgrywają na nim piłkarze GIF Sundsvall, a także piłkarki kobiecego klubu Sundsvalls DFF. Obiekt został otwarty 8 sierpnia 1903 roku. W roku 1928 powstała nowa trybuna główna. W latach 2001–2002 dokonano kompleksowej przebudowy obiektu, a ponowne otwarcie nastąpiło 9 czerwca 2002 roku. W 2006 roku nazwę obiektu z Sundsvall Idrottspark zmieniono na Norrporten Arena. W roku 2009 zainstalowano sztuczną murawę. Rekord frekwencji areny, ustanowiony 15 października 1961 roku podczas spotkania gospodarzy z drużyną Högadals IS wynosi 16 507 widzów.